# Абсцесс предстательной железы
Абсцесс предстательной железы — скопление гноя в тканях простаты. Симптомы могут включать боль в области таза, жар, наличие крови в моче и боль при мочеиспускании. Также может отмечаться боль в нижней части спины.. К возможным осложнениям относятся задержка мочеиспускания и сепсис.
Абсцессы предстательной железы, как правило, развиваются как осложнение острого простатита и реже — хронического бактериального простатита. К факторам риска относятся установка катетера Фолея, биопсия простаты, сахарный диабет, почечная недостаточность, цирроз печени и ослабление иммунной системы. Хотя заболевание может быть вызвано различными типами бактерий, наиболее распространенной причиной является кишечная палочка. Наличие абсцесса возможно у человека с острым простатитом, не поддающимся лечению. Диагноз может быть подтвержден методами медицинской визуализации.
Лечение абсцесса предстательной железы, как правило, включает чрескожное дренирование и прием антибиотиков. Риск смерти составляет от 1 % до 16 %. В то время как в развитых странах абсцессы предстательной железы встречаются сравнительно редко благодаря эффективному лечению острого простатита, в развивающихся странах их частота выше. На их долю приходится около 0,5 % всех урологических заболеваний. Чаще всего этому заболеванию подвержены пожилые люди.